# 華心邨
華心邨（英語：Wah Sum Estate）是香港的公共屋邨，位於新界北區粉嶺的南部、港鐵路軌的西面，前身為和合石村的村舍和農地以及之後的田心臨時房屋區，於1991年連同景盛苑開始籌建。此屋苑有2座和諧一型樓宇（原先為3座，其中一座在興建時劃歸景盛苑），當中華冠樓獲列作塑料窗試驗大廈，整座樓宇以塑料窗代替鋁窗， 屋邨曾經是瑞安物業管理有限公司負責管理，現時由卓安物業顧問服務有限公司負責管理。

## 屋邨資料

### 樓宇
| 樓宇名稱（座號）    | 樓宇類型                                  | 落成年份 | 層數 | 每層伙數                | 單位總數（伙） | 承建商   | 提供升降機的廠商 | 期數 |
| ------------------- | ----------------------------------------- | -------- | ---- | ----------------------- | -------------- | -------- | ---------------- | ---- |
| 華冠樓（第5座）     | 和諧一型第一款（第一代）                  | 1995年   | 38   | 18                      | 684            | 瑞安建業 | 奧的斯           | 1    |
| 華勉樓（第6及6A座） | 和諧一型第二款（第一代） 連和諧附翼第一型 | 1995年   | 38   | 18（主樓） 28（連附翼） | 884            | 瑞安建業 | 奧的斯           | 1    |

（註：第1-4座指屬於同一項目的景盛苑，故此略去有關座號。）

### 設施

#### 商場

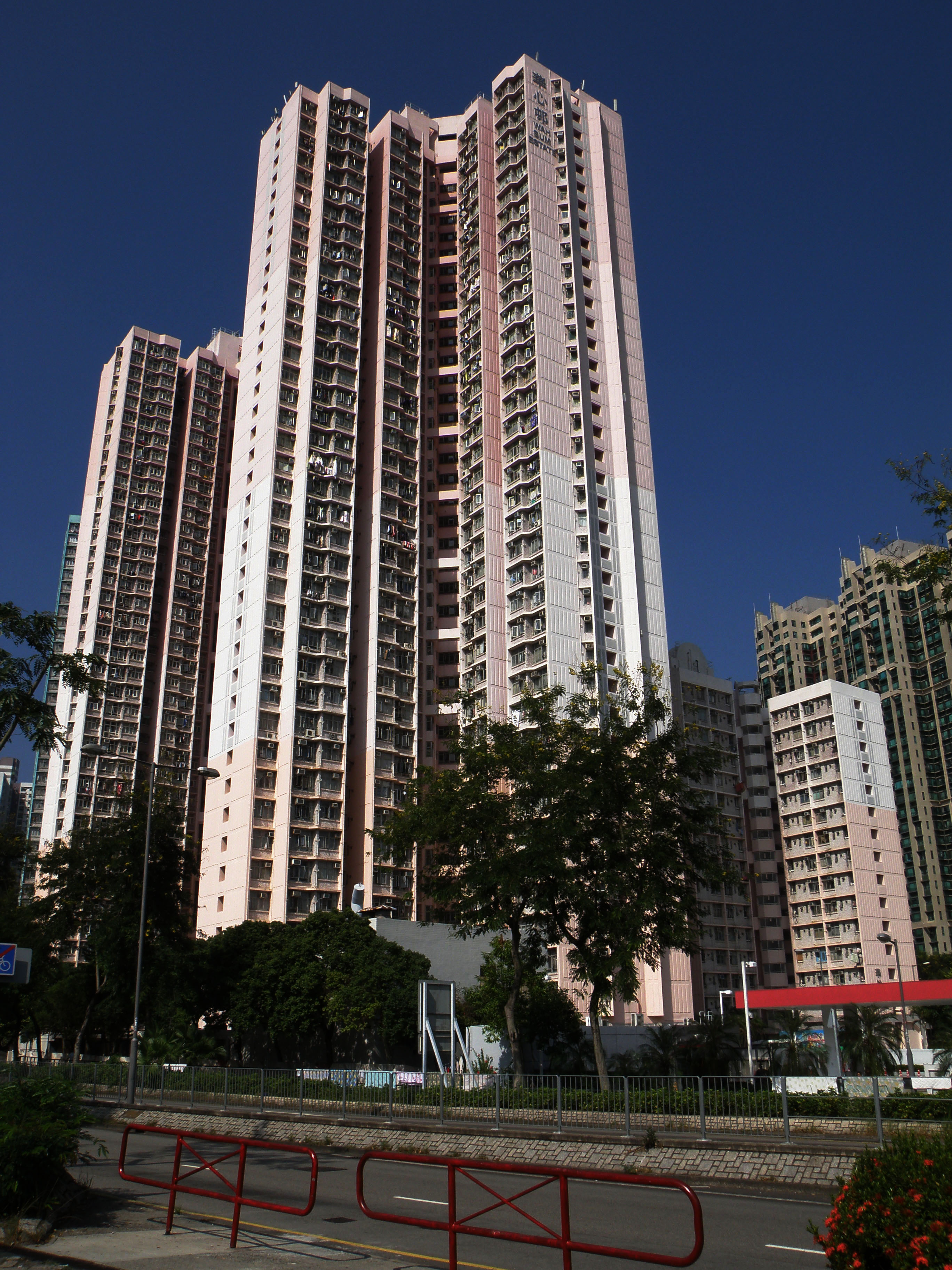
華心邨東南面

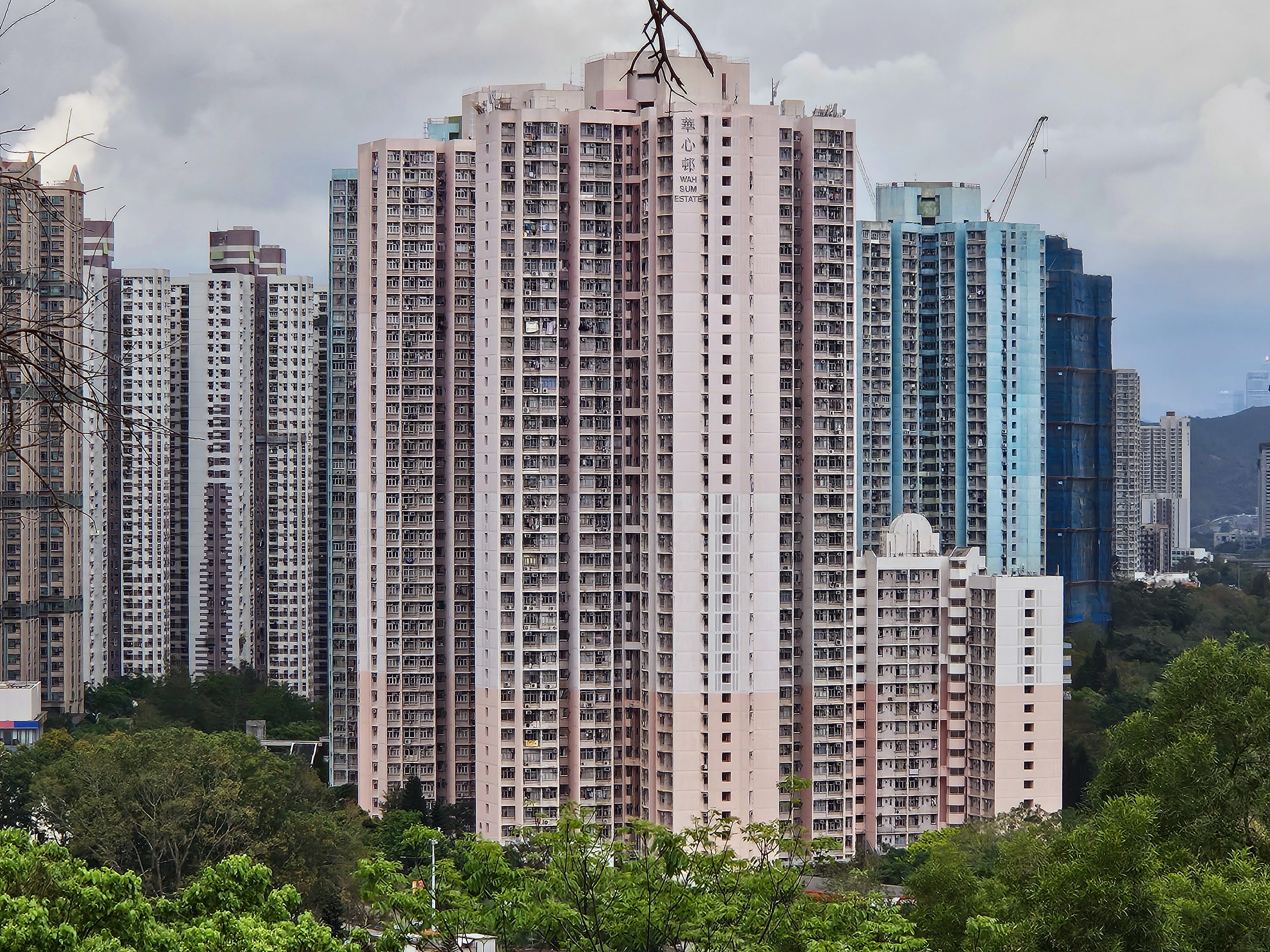
華心邨東南面

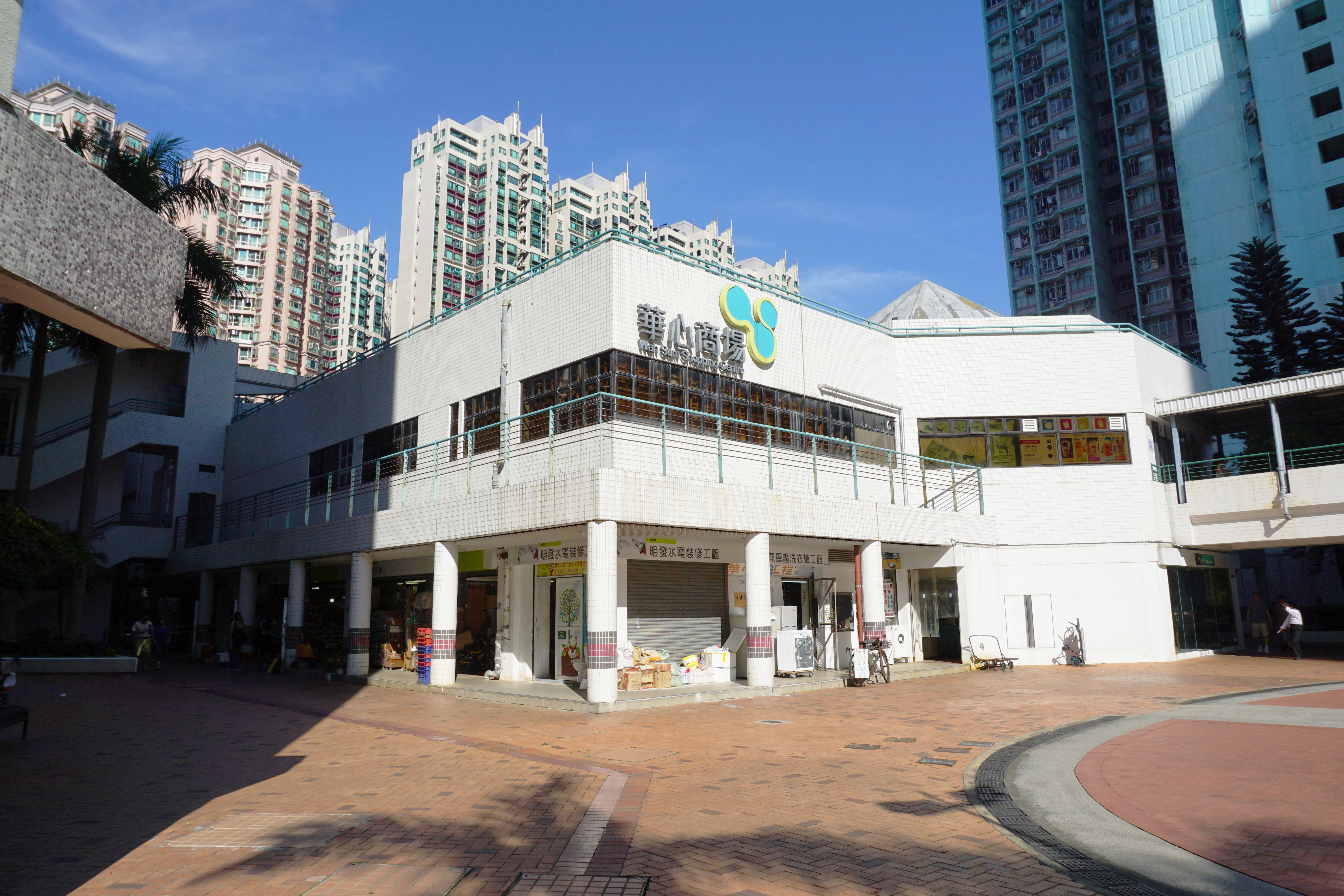
華心商場及街市外觀

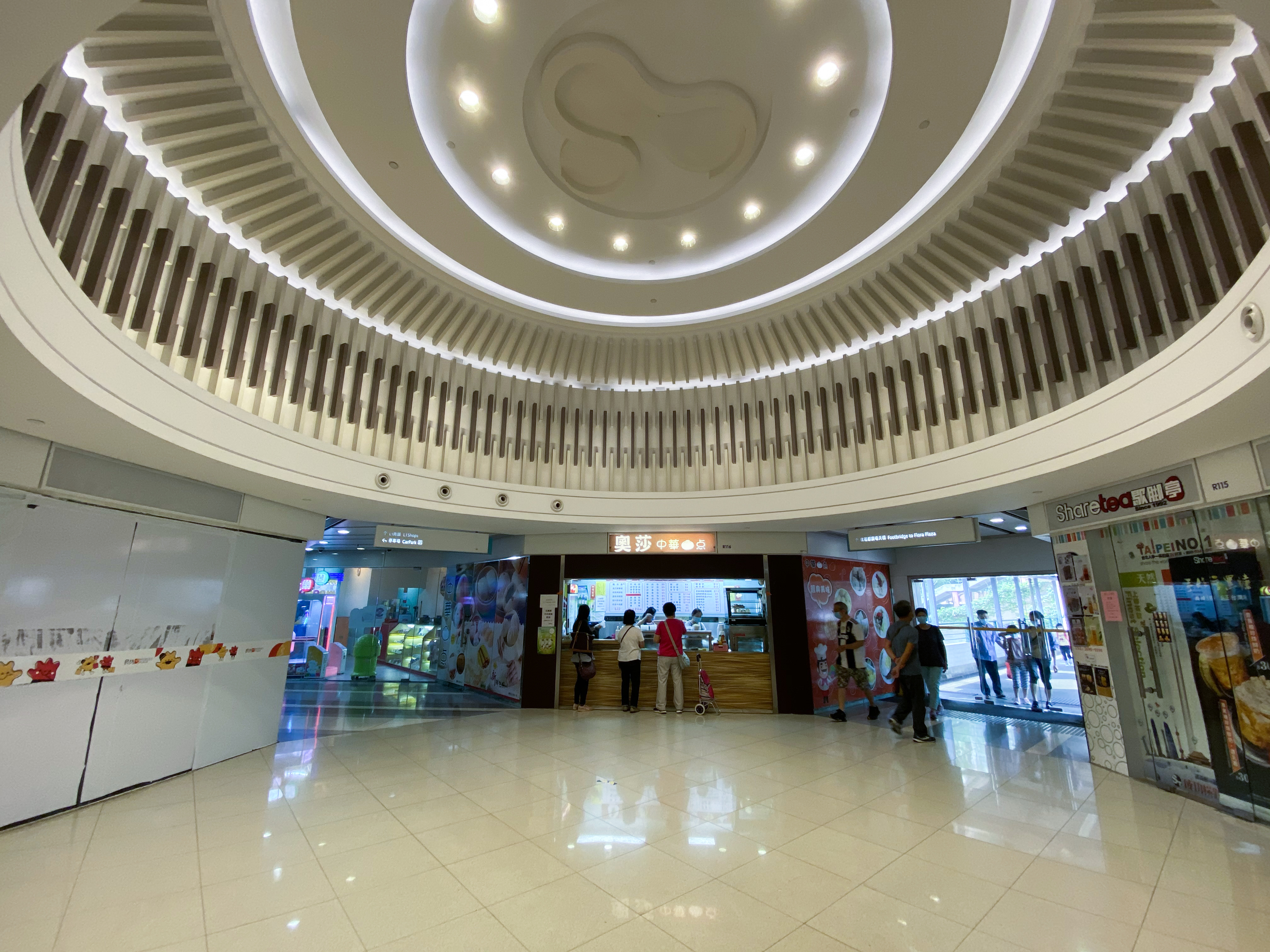
華心商場1樓中央

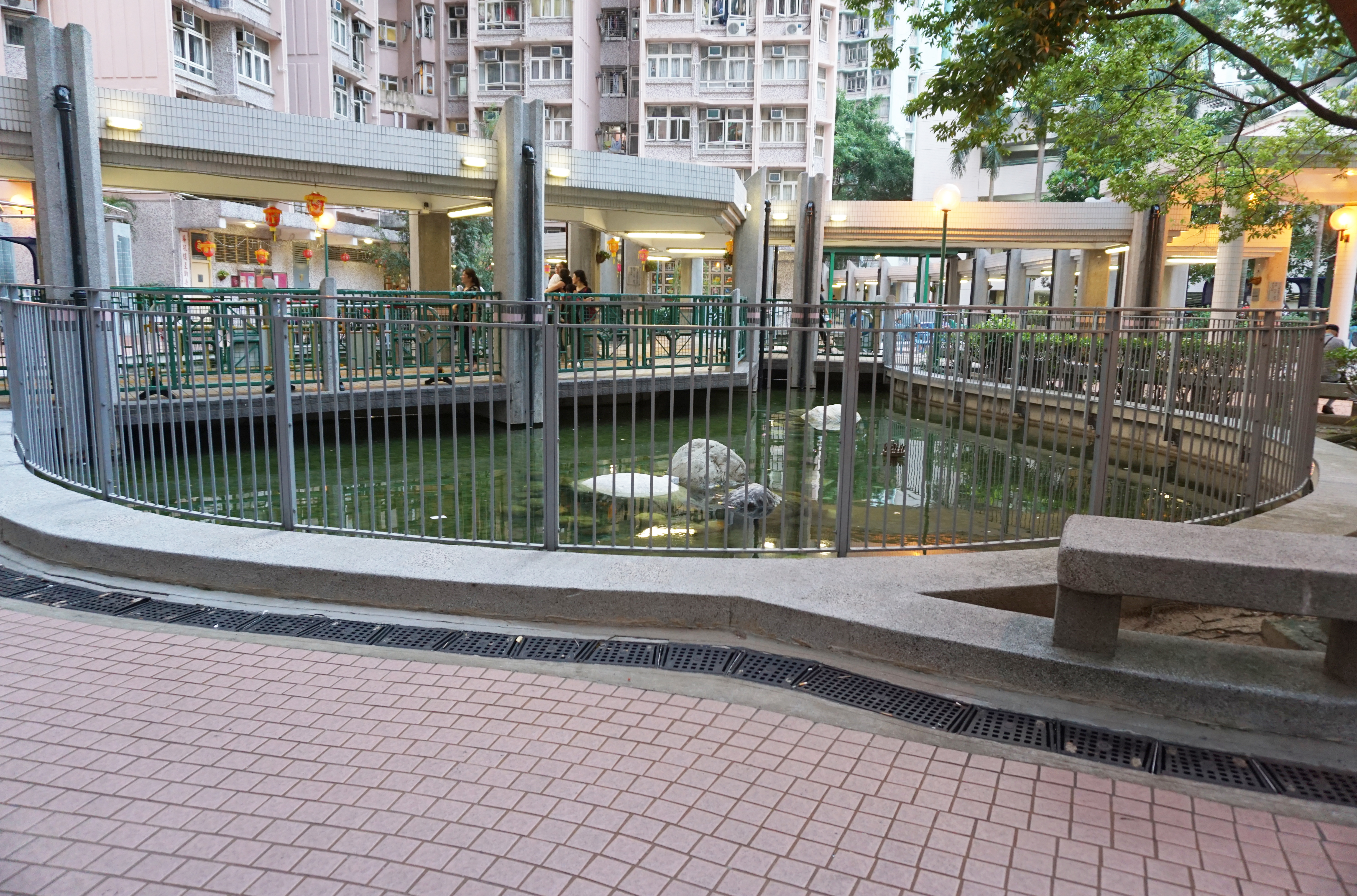
水池及有蓋行人通道

華心商場樓高2層，一度由領展管理，商場前稱惠食廣場，設有一個街市。商場於2013年曾經翻新，並重新間隔。目前主要租戶包括百佳超級市場、日本城、麵包西餅店、小型時裝店、醫務所、補習中心和髮廊等。商場前原設水池，不過於2013年已被夷為平地。
2018年，基滙資本購入華心商場。
2020年，商場再次進行翻新。

#### 學校
- 香海正覺蓮社佛教正覺蓮社學校
- 粉嶺官立中學
- 香港保護兒童會聖誕老人愛心粉嶺幼兒學校 （页面存档备份，存于）（1996年創辦）（位於華心邨華冠樓地下）

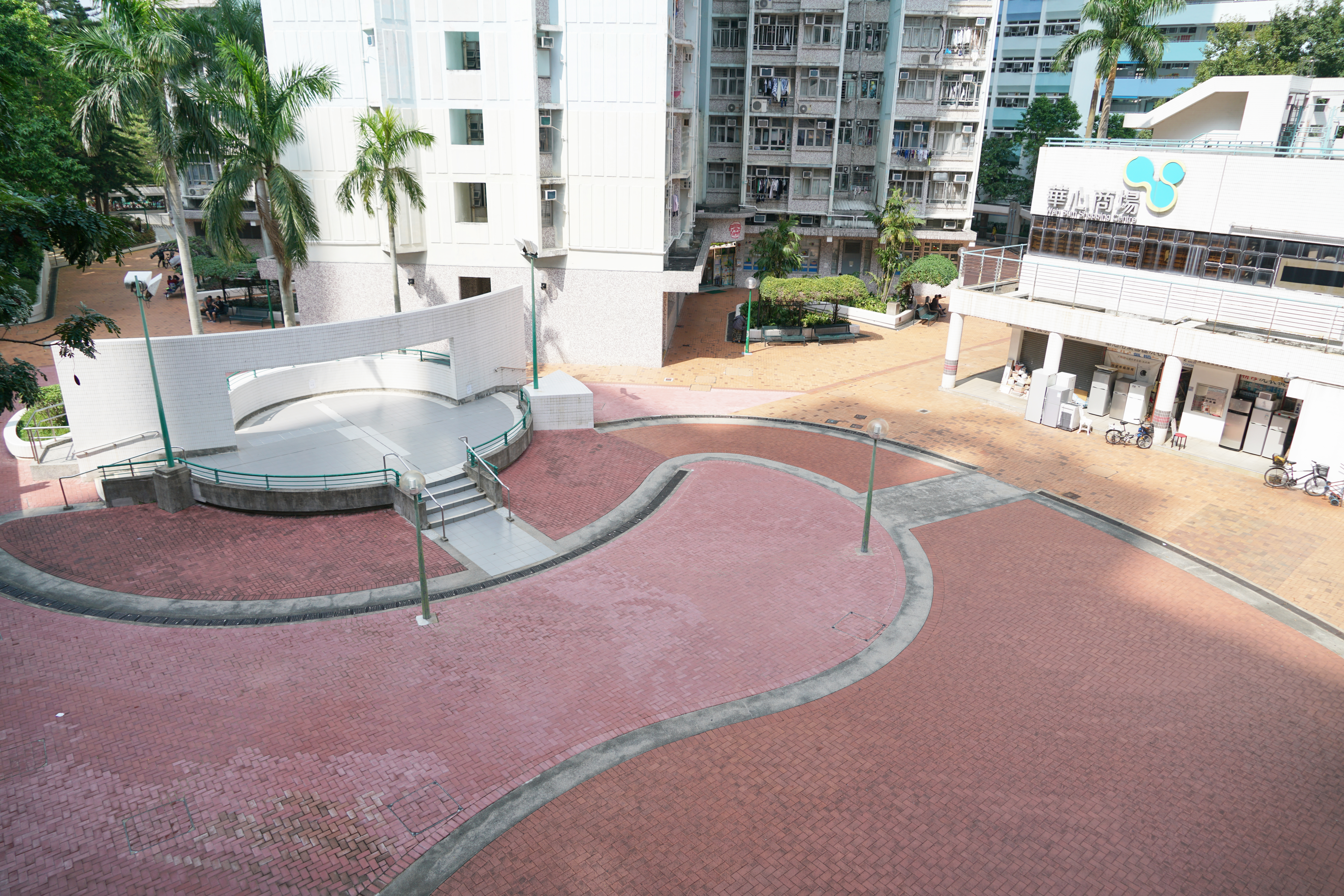
華心商場對出空地原設水池，不過已於2013年拆除。
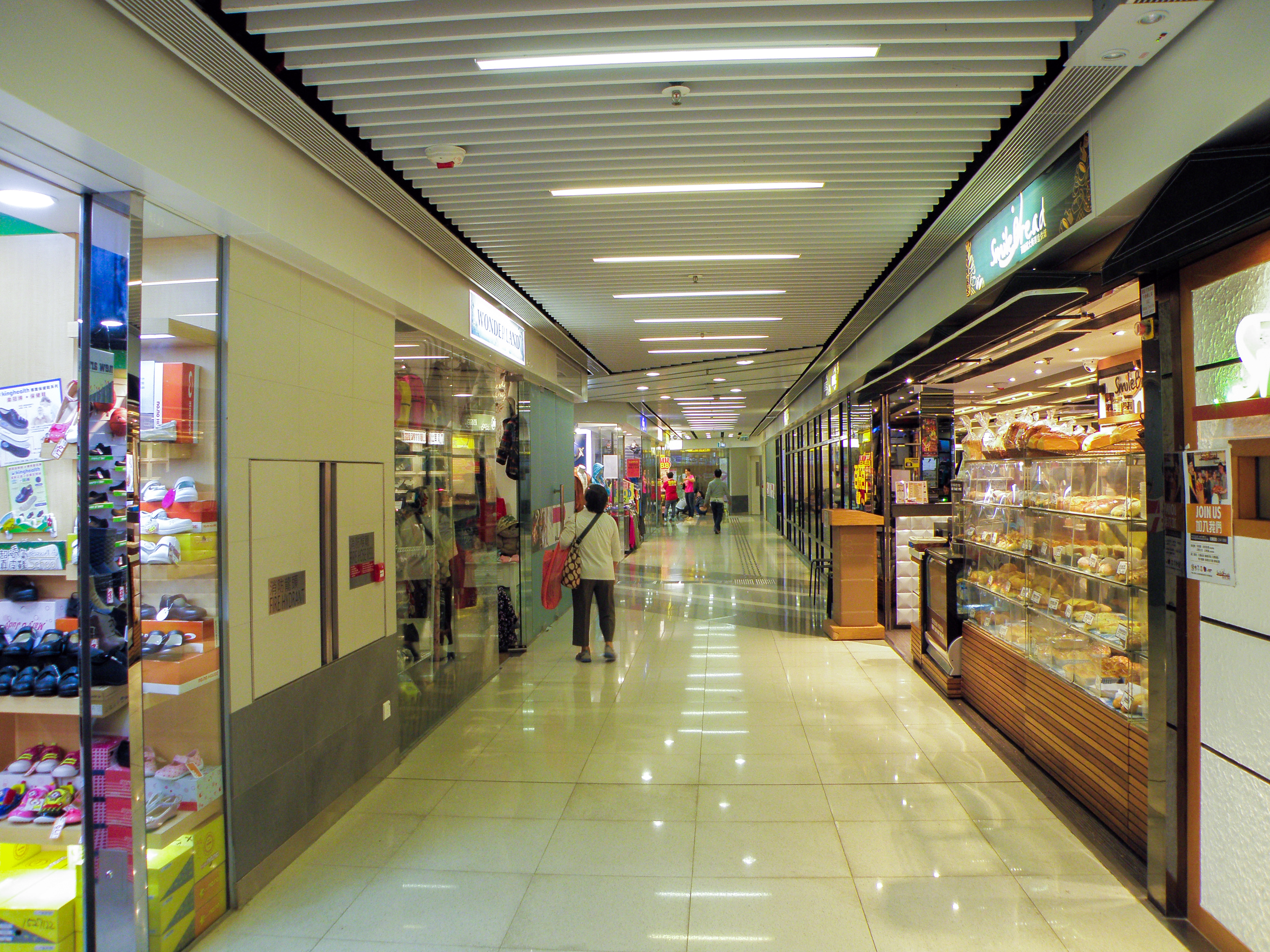
華心商場1樓（2015年）
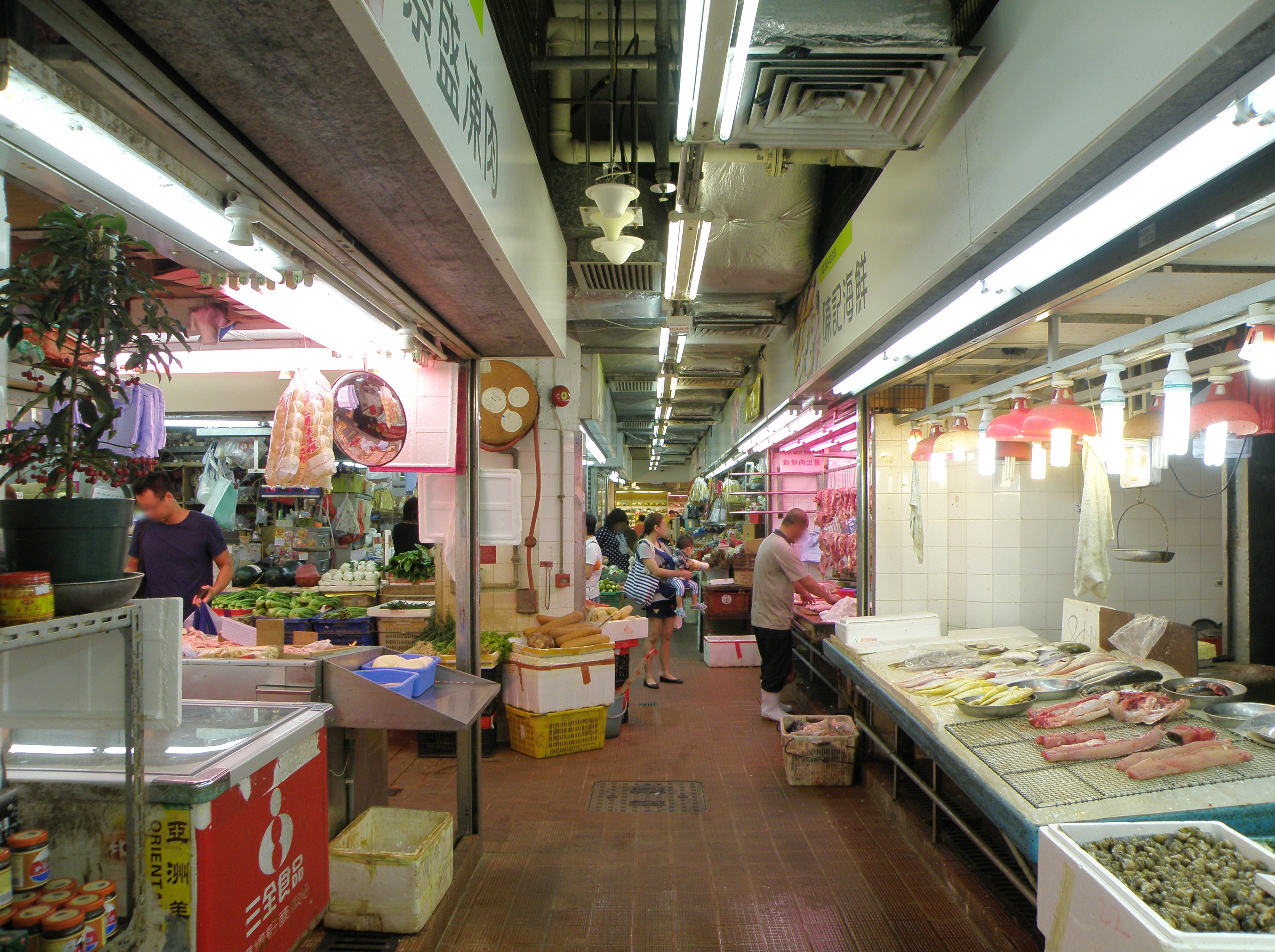
華心街市
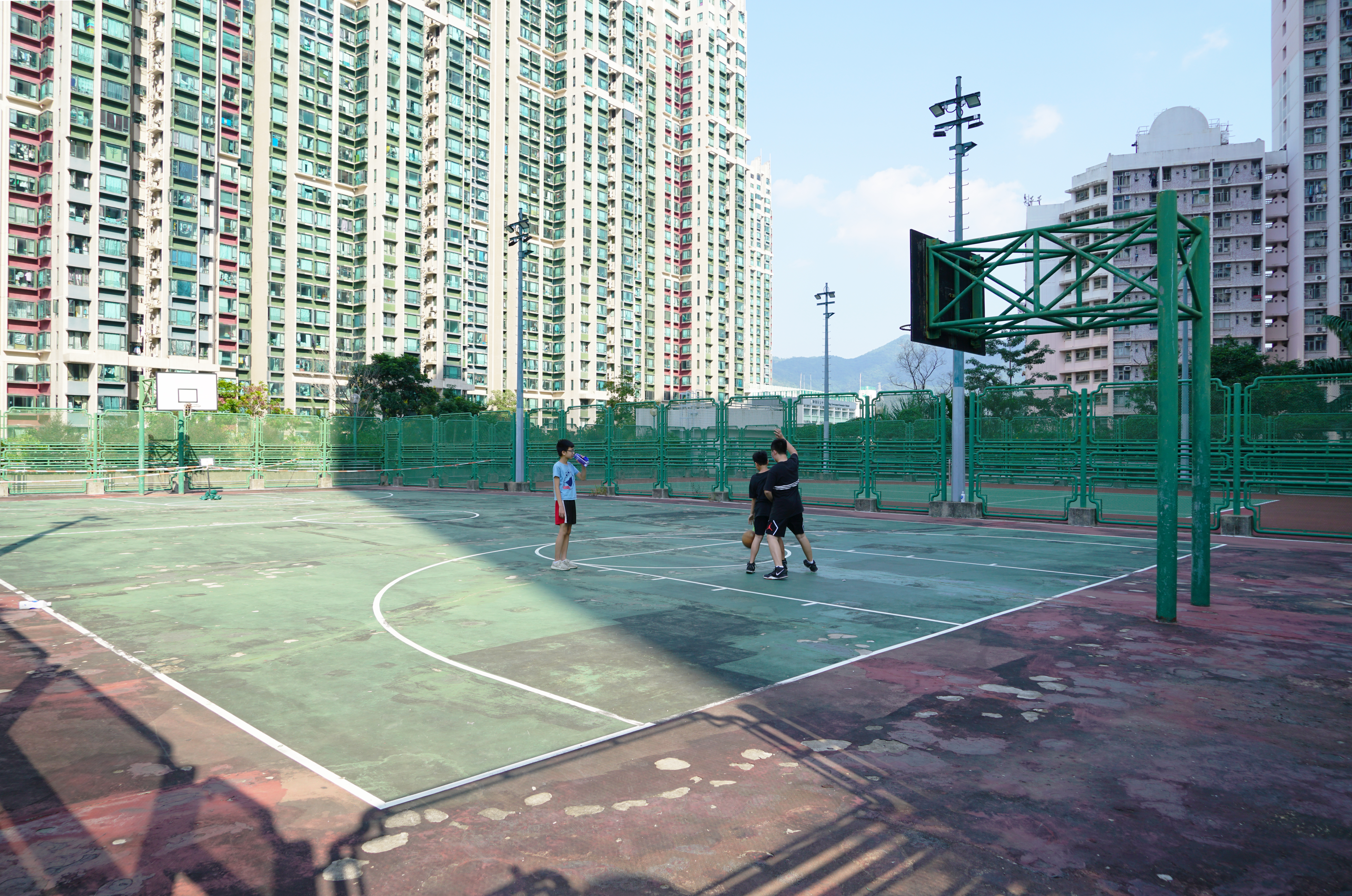
停車場天台設籃球及網球場
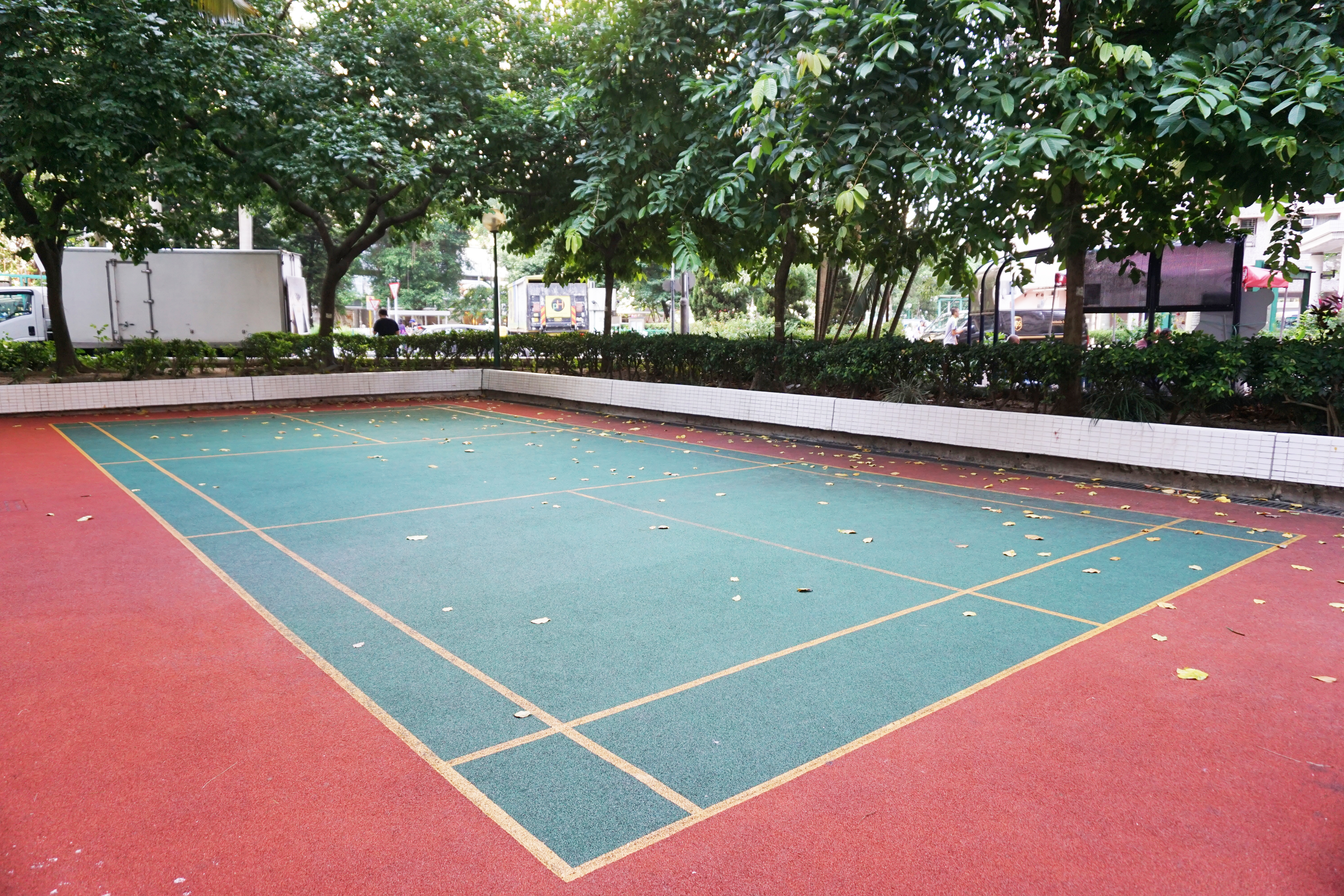
羽毛球場
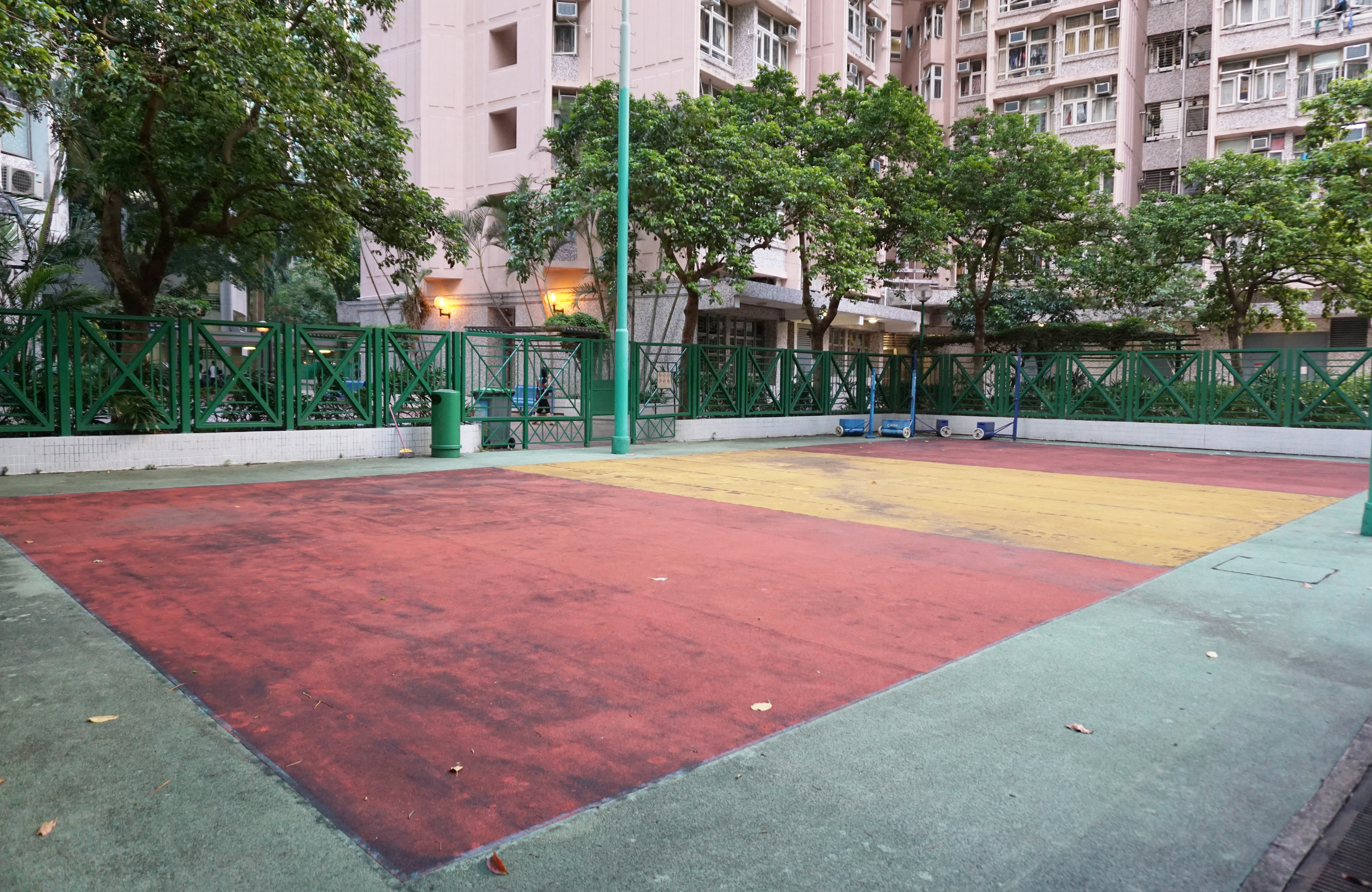
排球場
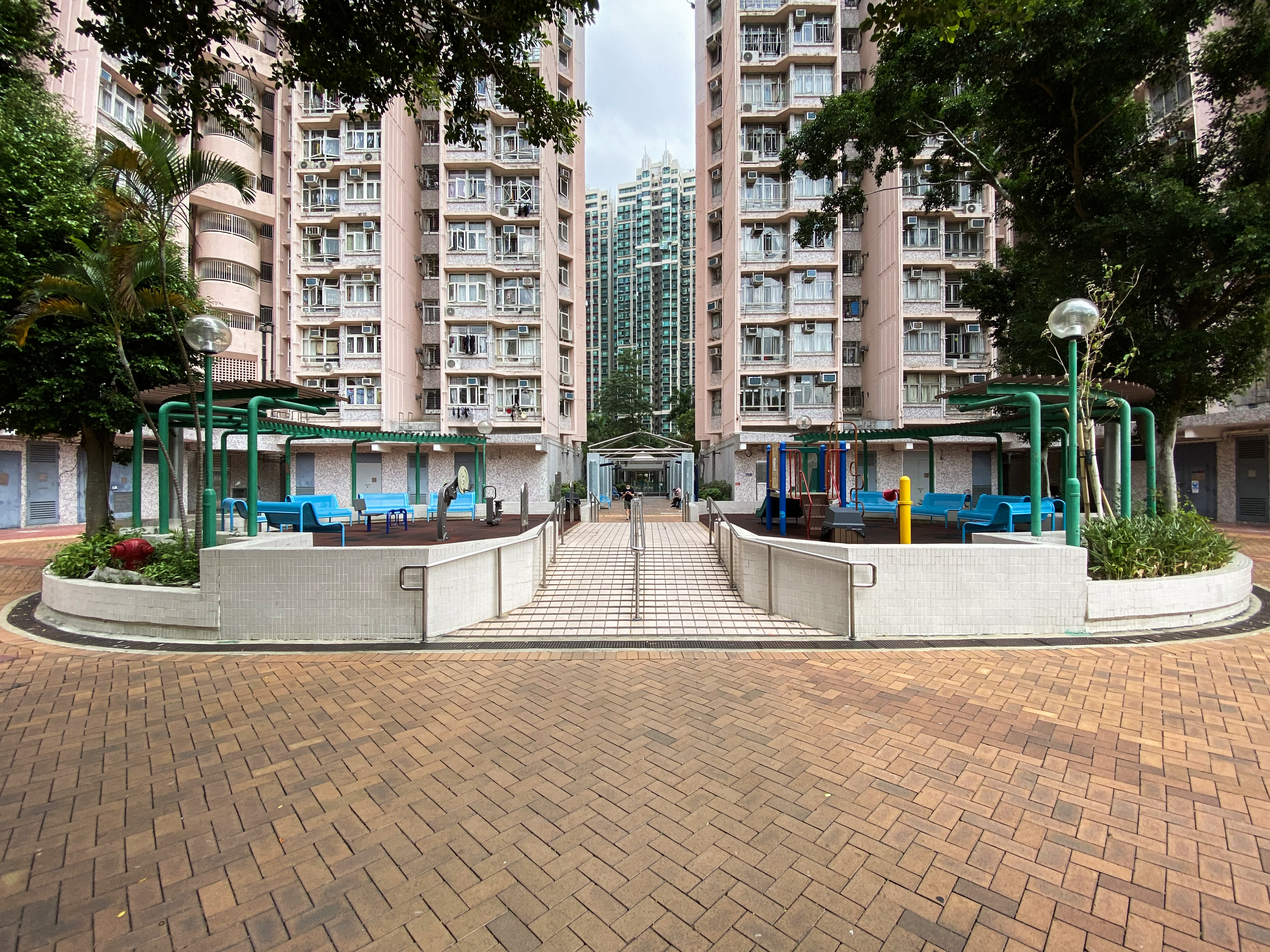
健身區（左）和兒童遊樂場（右）
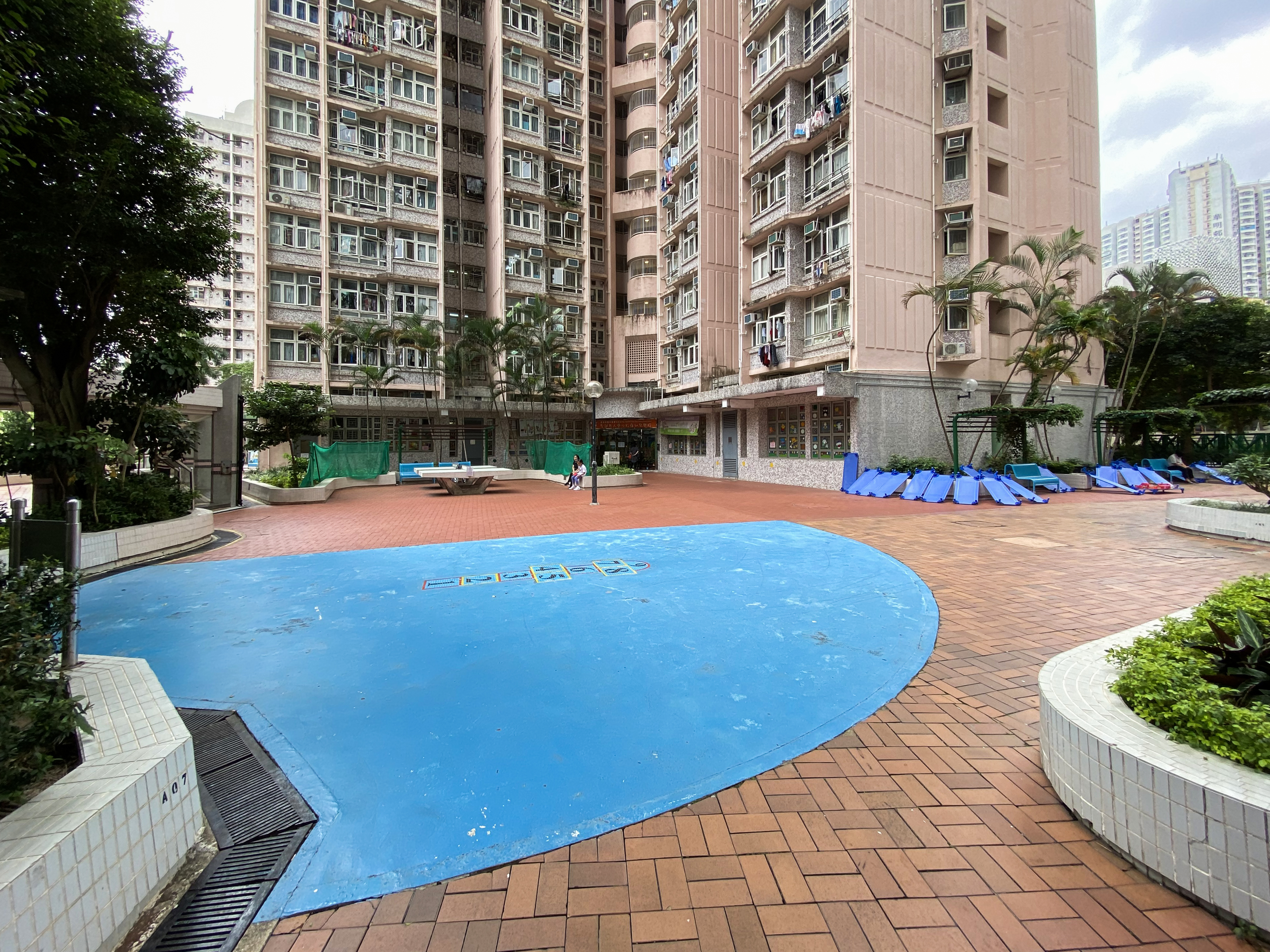
乒乓球枱和跳飛機
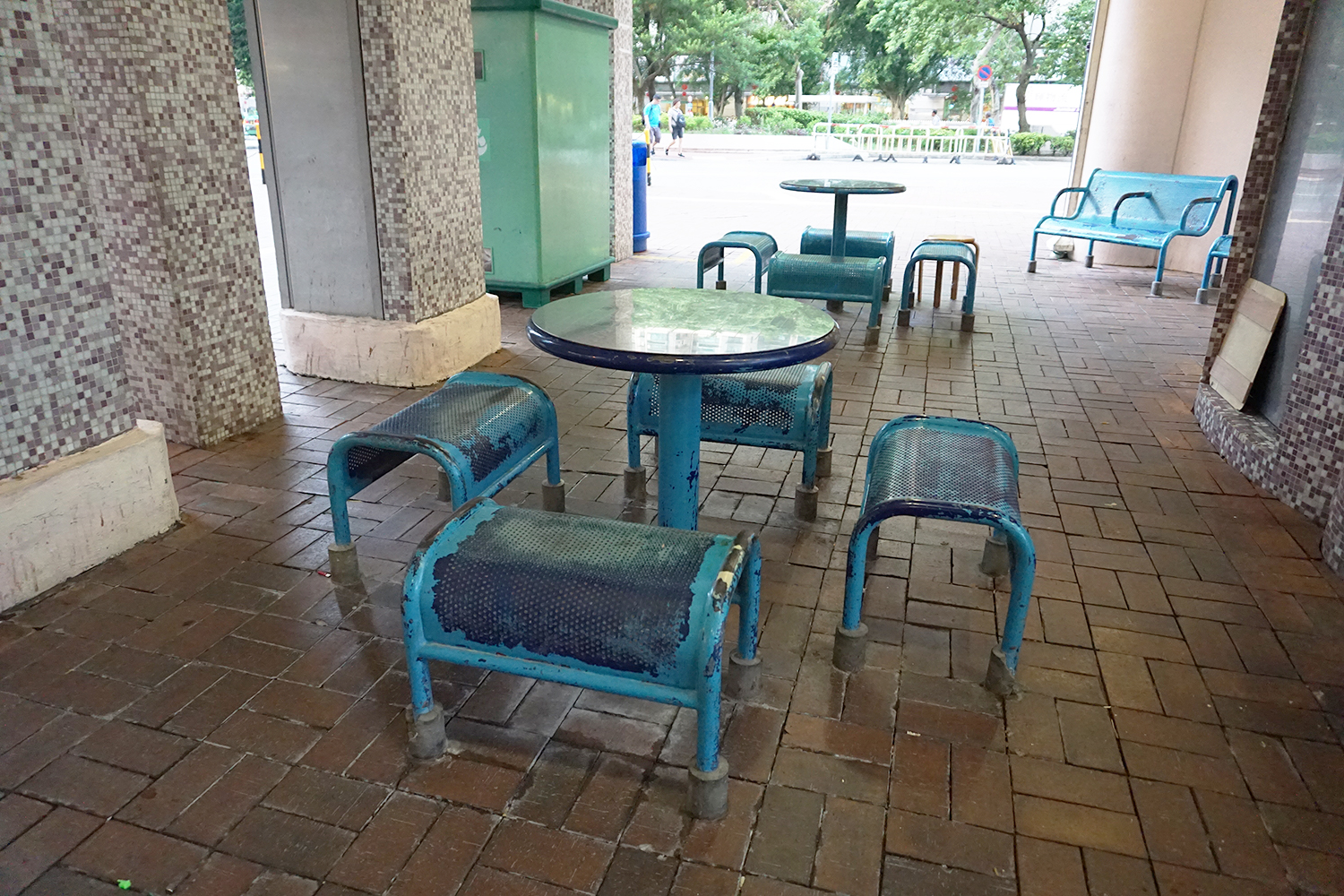
棋藝區
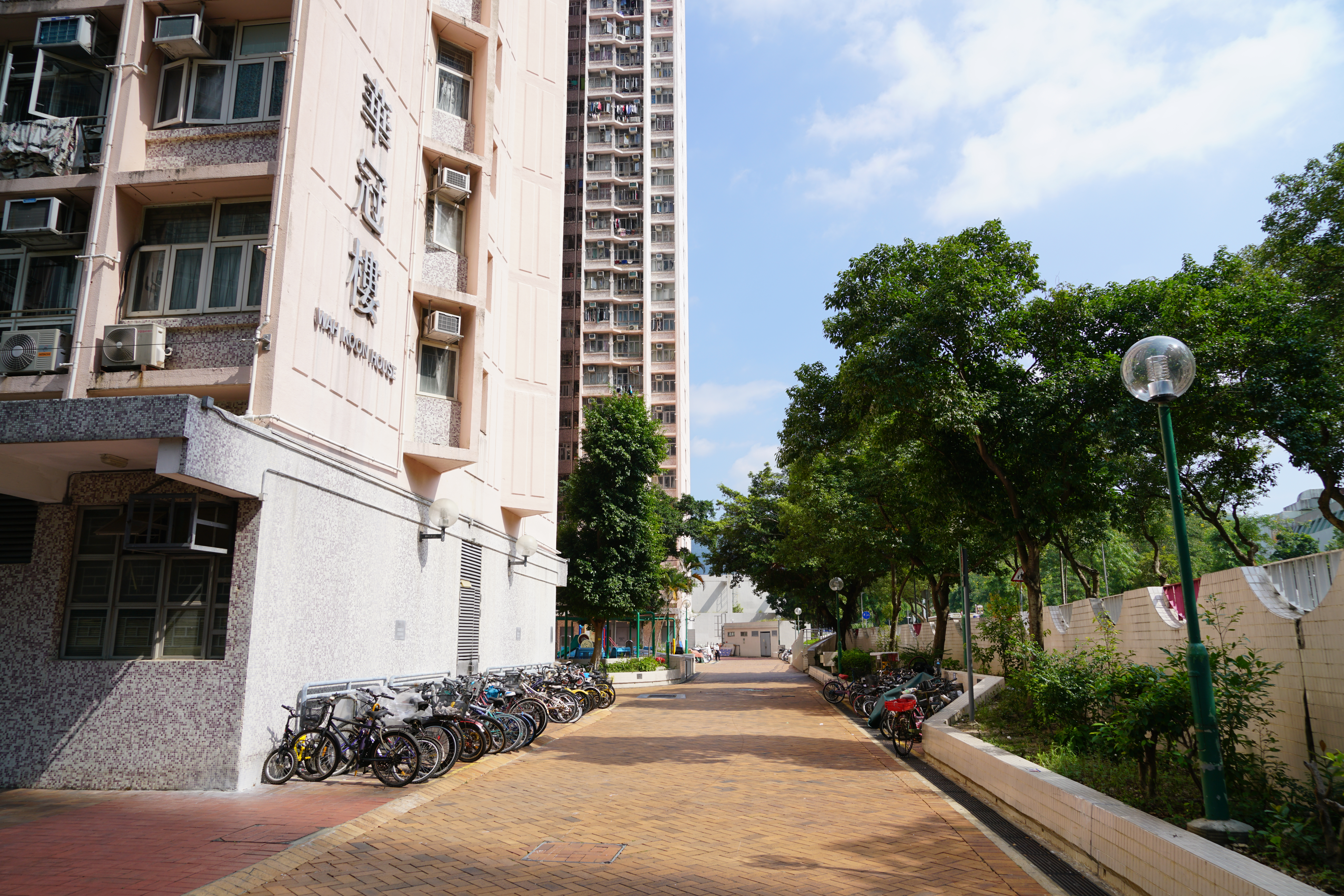
單車停泊處
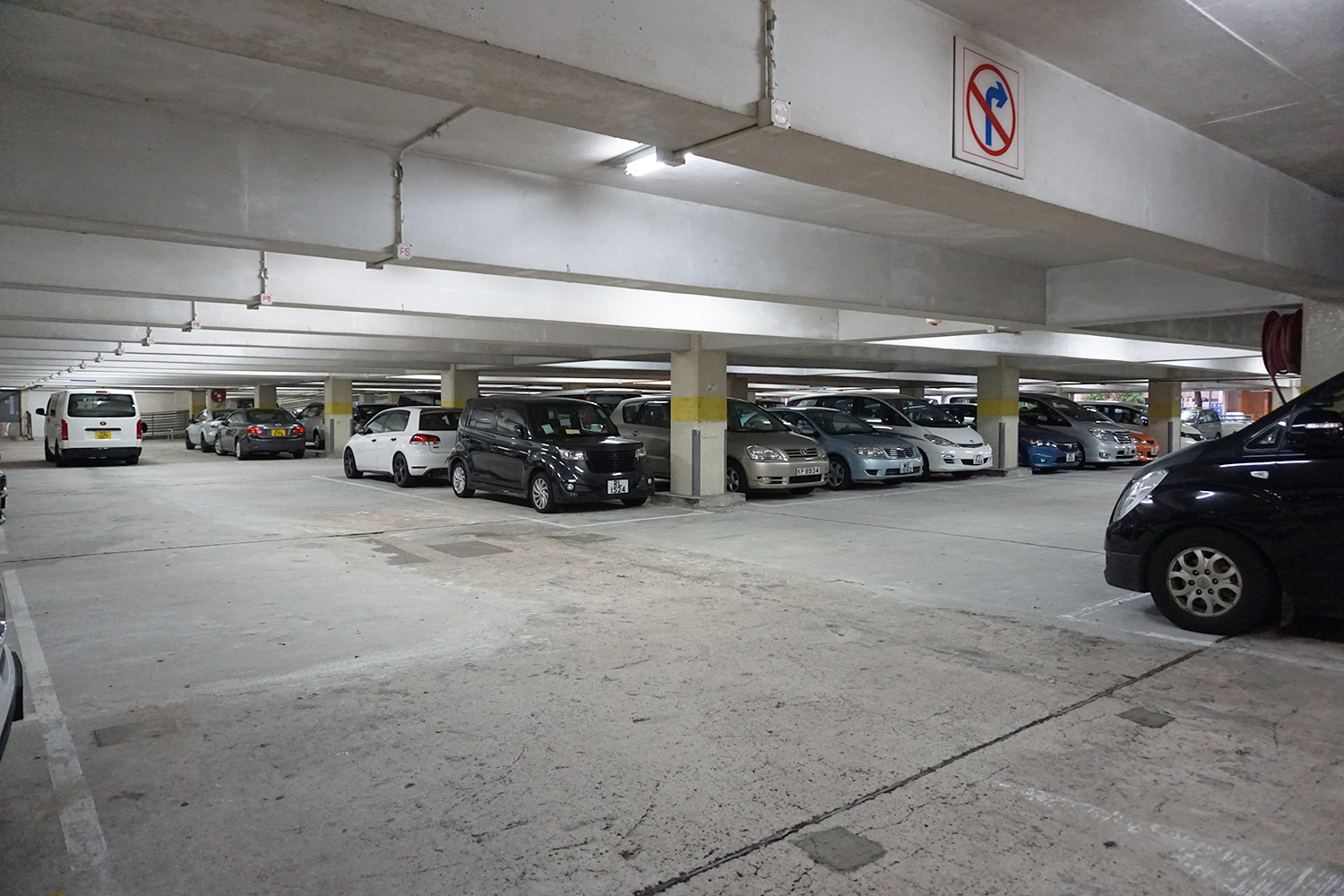
停車場

## 鄰近屋苑

### 公共屋邨
- 華明邨

### 居屋
- 欣盛苑
- 雍盛苑
- 昌盛苑
- 景盛苑

### 私人屋苑
- 花都廣場
- 牽晴間
- 碧湖花園

## 外部連結
- 房委會物業位置及資料 華心邨（页面存档备份，存于）